# Lago Boiling
O lago Boiling é uma fumarola submersa, localizada a 10,5 km a leste de Roseau, na Dominica. Está cheio de água burbulhante de cor cinzenta-azulada e está habitualmente coberto por uma nuvem de vapor. O lago tem cerca de 63 m a 76 m de comprimento.
Periodicamente tem tido flutuações no nível e atividade, mais recentemente entre dezembro de 2004 e março de 2005. Desde aí voltou ao seu nível.

## História
O primeiro avistamento europeu registrado do lago foi em 1870 por Edmund Watt e Henry Alfred Alford Nicholls, dois ingleses que trabalhavam em Dominica na época.  Em 1875, Henry Prestoe, um botânico do governo, e Nicholls foram contratados para investigar este fenômeno natural. Eles mediram a temperatura da água e descobriram que ela variava de 180 a 197 °F (82-92 °C) ao longo das bordas, mas não conseguiram medir a temperatura no centro onde o lago está fervendo ativamente. Eles registraram que a profundidade era superior a 195 pés (59 m).

Periodicamente, têm ocorrido flutuações no nível e na atividade do lago. Na década de 1870 era profundo; Após uma erupção freática nas proximidades em 1880, o lago desapareceu e formou uma fonte de água quente e vapor. Outra erupção freática baixou o nível do lago em cerca de 33 pés (10 m) de dezembro de 2004 a abril de 2005; Mais tarde, o nível do lago subiu novamente, enchendo novamente o lago em apenas um dia.  A rápida drenagem e reenchimento do lago implica que ele está suspenso bem acima do lençol freático local e que um fluxo contínuo de vapor ou gás gerado por uma intrusão magmática subjacente impulsiona a água para o lago.  Uma perturbação no fornecimento de gás pode fazer com que o lago drene através da conexão porosa que normalmente permite que o vapor suba e aqueça o lago.